# جنیفر هالیدی (ورزشکار)
جنیفر هالیدی (انگلیسی: Jennifer Holliday؛ زادهٔ ۱۸ ژانویهٔ ۱۹۶۴) بازیکن سافت‌بال اهل استرالیا است که در بازی های المپیک تابستانی 1996 مدال برنز کسب کرد. او با سرعت 123 کیلومتر در ساعت، سریع ترین پرتاب کننده سافت بال زنان است. هالیدی در مراسم افتخارات روز استرالیا در سال 2016 به منظور قدردانی از کمک او به سافت بال به عنوان بازیکن، مربی و مدیر، به عضویت نشان استرالیا منصوب شد.منابع
1. ↑  «Jenny Holliday Bio, Stats, and Results | Olympics at Sports-Reference.com». web.archive.org. ۲۰۲۰-۰۴-۱۸. بایگانی‌شده از اصلی در ۱۸ آوریل ۲۰۲۰. دریافت‌شده در ۲۰۲۴-۰۹-۱۴.

- مشارکت‌کنندگان ویکی‌پدیا. «Jennifer Holliday (softball)». در دانشنامهٔ ویکی‌پدیای انگلیسی، بازبینی‌شده در ۲۰ ژانویه ۲۰۲۲.